# Pirates de Hampton
Les Pirates et Lady Pirates de Hampton  font référence aux équipes sportives représentant l’université de Hampton à Hampton, en Virginie, en sport interuniversitaire. Ils participent à la Division I Football Championship Subdivision (FCS) la National Collegiate Athletic Association (NCAA) et sont membres de la Colonial Athletic Association, ayant rejoint cette conférence en juillet 2022 après quatre ans à la Big South Conference. 
Les Pirates étaient auparavant membres de la Mid-Eastern Athletic Conference (MEAC) entre 1995 et 2018.

## Les équipes
Membre de la Colonial Athletic Association, Hampton parraine des équipes dans sept sports régis par la NCAA pour hommes et huit pour femmes. L'école possède également une équipe de voile mixte, mais la voile n'est pas un sport de la NCAA.
| Équipes masculines | Équipes féminines |
| ------------------ | ----------------- |
| Basketball         | Basketball        |
| Cross country      | Cross country     |
| Football américain | Golf              |
| Golf               | Football          |
| Crosse             | Softball          |
| Tennis             | Tennis            |
| Athlétisme*        | Athlétisme*       |
|                    | Volley-ball       |
| Équipe mixte       |                   |
| Voile**            |                   |

*L'athlétisme comprend des équipes outdoor et indoor.
**La voile est une discipline non régie par la NCAA.

## Rivalités
Hampton a deux principaux rivaux : 
Le Bison de l'université Howard, également connus sous le nom de The Real HU (en) et les Spartans de l'université d'État de Norfolk, également connue sous le nom de Battle of the Bay (en). 
Lors du passage de Hampton de la Mid-Eastern Athletic Conference à la Big South Conference, les deux rivalités ont été mises de côté. En septembre 2019, Hampton fera revivre sa rivalité avec Howard lors du Chicago Football Classic. La rivalité avec Norfolk n'a pas encore été « réactivée ».

## Changements de conférence
Le 16 novembre 2017, Hampton annonce qu'il quitter la Mid-Eastern Athletic Conference pour se joindre à la conférence Big South. Hampton est l’une des deux universités traditionnellement noires de la Division I, l'autre étant l'université d’État du Tennessee, à être membre d’une conférence autre que la MEAC ou la Southwestern Athletic Conference.
Le 25 janvier 2022, Hampton a été annoncé comme nouveau membre de la Colonial Athletic Association, à compter du 1er juillet de la même année.